# Patiens (Heiliger)
Patiens († 4. Jahrhundert in Metz) war ein früher Bischof von Metz und ein Heiliger.
Die Legende berichtet, dass Patiens ein Grieche und Schüler des Evangelisten Johannes gewesen sei. Diesem sei auf wundersame Weise offenbart worden, dass das Bistum von Metz durch den Tod des Felix vakant geworden sei, und er habe daraufhin Patiens nach Gallien gesandt, um die Nachfolge anzutreten. Dabei habe ihm Johannes einen seiner Zähne mitgegeben. In Metz angekommen, habe Patiens eine Kapelle errichtet und dort den Zahn des Johannes als Reliquie verehren lassen.
Tatsächlich ist der Name „Patiens“ römischen, nicht griechischen Ursprungs und auch eine direkte Beziehung zu Johannes ist chronologisch unmöglich, da die Amtszeit des Patiens in das 4. Jh. datiert wird, womit auch das Todesjahr 152, das die Legende annimmt, unhistorisch ist.
Patiens wird als Heiliger verehrt. Sein Gedenktag ist der 8. Januar.